# Мавполатування
Monkey patching — підхід у програмуванні, який передбачає підміну коду фреймворка власним кодом під час виконання. Це спосіб для програми розширити або змінити її, що підтримується локально (впливаючи лише на запущений екземпляр програми).

## Етимологія
Етимологія полягає в тому, що вона стосується «мавпування» коду. Незважаючи на назву, «мавпочка» іноді є офіційним методом розширення програми. Наприклад, такі веббраузери, як Firefox та Internet Explorer, раніше заохочували це, хоча сучасні браузери (включаючи Firefox) тепер мають офіційну систему розширень.